# Коста Илиев (баскетболист)
Коста Илиев е бивш български баскетболист.
Роден е във Видин. Започва баскетболната си кариера с „Химик“, Видин, после играе 10 години в ЦСКА, след което се връща във Видин; играе в националния отбор.
Понастоящем Илиев е спортен директор във ФИБА Европа, където е номиниран и за спортен директор за развитието на баскетбол трима-на-трима, или 3х3. 